# 12388 Kikunokai
12388 Kikunokai este un asteroid din centura principală de asteroizi.

## Descriere
12388 Kikunokai este un asteroid din centura principală de asteroizi. A fost descoperit pe 1 noiembrie 1994 la Kitami de Kin Endate și Kazuro Watanabe. Asteroidul prezintă o orbită caracterizată de o semiaxă mare de 2,93 ua, o excentricitate de 0,12 și o înclinație de 3,1° în raport cu ecliptica.